# Trichostomum systylium
Trichostomum systylium là một loài rêu trong họ Pottiaceae. Loài này được (Schimp.) Müll. Hal. mô tả khoa học đầu tiên năm 1849.